# 西部 (紀錄片)
西部（The West）, 又名肯·伯恩斯：西部（Ken Burns Presents: The West）, 是一部關於美國舊西部的紀錄片影集，由斯蒂芬·艾夫斯執導並由肯·伯恩斯擔任製片。本片在1996年9月15和1996年9月22日之間於公共廣播電視公司播放。